# Willi Geiger
Willi Geiger   (Schönbrunn, 27 d'agost de 1878 - Múnic, 11 de febrer de 1971) va ser un pintor alemany.

## Biografia
Fill d'un mestre, Willi Geiger va néixer l'any 1878 a Landshut. De 1898 a 1899 va assistir a l'Escola d'Arts i Oficis de Munic, i més tard a la Universitat Tècnica, on va aprovar l'examen estatal per ensenyar dibuix. Willi Geiger va estudiar des de 1903 amb Franz von Stuck a l'Acadèmia de Munic, inclòs juntament amb Hans Purrmann. Va rebre el premi nacional i la beca Schack per alguns dels seus primers treballs i va viatjar a Espanya, Itàlia i el nord d'Àfrica. Willi Geiger va rebre el premi Villa Romana de 1910 pel seu èxit com a dissenyador gràfic. Va treballar amb Richard Dehmel, Frank Wedekind i altres.
Geiger va viure fins al 1914 a Berlín i es va presentar a la galeria. Després va tornar a Munic i es va convertir en professor a l'Escola d'Arts Decoratives. Va copiar quadres dels grans pintors espanyols Goya, Velásquez i El Greco i es va dedicar al retrat. L'estudi de Geiger sobre l'obra d'El Greco es reflecteix en el seu retrat del compositor Hans Pfitzner.

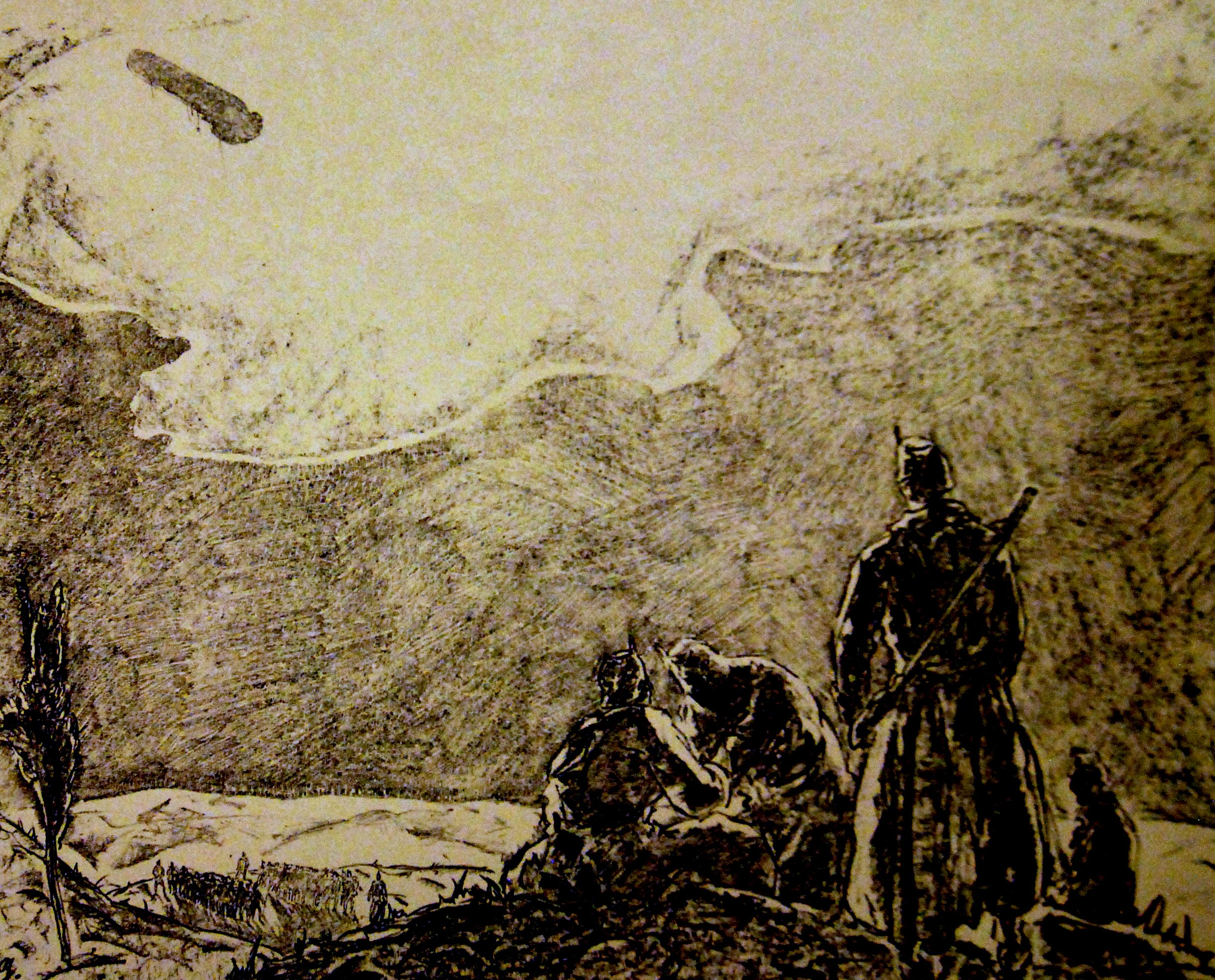
Soldats alemanys sota una aeronau

Després de la presa del poder pels nazis, va ser destituït com a professor a l'Acadèmia de Leipzig. Es va oposar políticament al Partit Nazi, i les seves obres d'art van ser considerades "degenerades" per les autoritats. En jubilar-se, va continuar pintant, i després de la guerra, el 1946 va tornar a ensenyar a la Facultat de Belles Arts de Munic. El 1951, Willi Geiger va rebre el Premi de Cultura de la Ciutat de Munic on va viure fins a la seva mort el 1971.
El fill de Willi Geiger, Rupprecht Geiger, també es va convertir en un artista i professor conegut.